# DIERG
DIERG (Development Initiatives on Education for Resource constrained Groups) är en ideell organisation med säte i Sverige.
DIERG grundades i juli 2007 och har som uppdrag att stödja resurssvaga grupper i låginkomstländer (utvecklingsländer) genom att med både ekonomiska och mänskliga resurser bistå dessa grupper i utbildning.